# Антилепсис
Антилепсис (от греч. ἀντίληψις) — означает в логике и риторике опровержение какого-нибудь принятого положения, а затем вообще возражение, опровержение, противоположение.
Согласно «Энциклопедическому словарю Брокгауза и Ефрона» антилептическим методом называли прежде в медицине «такой способ лечения, при котором старались вылечить заболевший орган воздействием на противоположный». Иначе этот способ называют отводящим методом лечения.